# Lastours
Lastours település Franciaországban, Aude megyében. Lakosainak száma 148 fő (2022. január 1.). Lastours Fournes-Cabardès, Les Ilhes, Limousis, Salsigne és Villanière községekkel határos.

## Népesség
A település népessége az elmúlt években az alábbi módon változott:
| Lakosok száma | 444  | 248  | 159  | 165  | 166  | 162  | 159  | 157  | 155  | 148  |
|               | 1968 | 1982 | 1990 | 2006 | 2013 | 2015 | 2017 | 2019 | 2020 | 2022 |